# Petar Grbić
Petar Grbić (czarn. Петар Грбић, ur. 7 sierpnia 1988 w Titogradzie) – czarnogórski piłkarz grający na pozycji prawego pomocnika. Od 2023 roku jest piłkarzem klubu Budućnost.

## Kariera klubowa
Karierę piłkarską Grbić rozpoczął w klubie Mladost Podgorica. W 2007 roku awansował do kadry pierwszego zespołu i w sezonie 2007/2008 zadebiutował w nim w pierwszej lidze czarnogórskiej. W 2008 roku spadł z Mladostem do drugiej ligi.
W 2008 roku Grbić został zawodnikiem Mogrenu Budva. Wraz z Mogrenem latach 2009 i 2011 został dwukrotnie mistrzem kraju. W Mogrenie grał przez 3 sezony. Rozegrał w nim 76 meczów i strzelił 12 goli.
W 2011 roku Grbić odszedł z Mogrenu do greckiego Olympiakosu Pireus. Następnie był wypożyczony do Hapoelu Beer Szewa, APO Lewadiakos, a w 2012 roku do Karpat Lwów.
| Sezon   | Klub              | Kraj       | Rozgrywki    | Mecze | Bramki |
| ------- | ----------------- | ---------- | ------------ | ----- | ------ |
| 2007/08 | Mladost Podgorica | Czarnogóra | Prva Liga    | 12    | 1      |
| 2008/09 | Mogren Budva      | Czarnogóra | Prva Liga    | 27    | 3      |
| 2009/10 | Mogren Budva      | Czarnogóra | Prva Liga    | 23    | 4      |
| 2010/11 | Mogren Budva      | Czarnogóra | Prva Liga    | 26    | 5      |
| 2011/12 | Hapoel Beer Szewa | Izrael     | Ligat ha’Al  | 6     | 0      |
| 2011/12 | APO Lewadiakos    | Grecja     | Superleague  | 6     | 0      |
| 2012/13 | Karpaty Lwów      | Ukraina    | Premier Liha |       |        |

## Kariera reprezentacyjna
W reprezentacji Czarnogóry Grbić zadebiutował 25 marca 2011 roku w wygranym 1:0 towarzyskim meczu z Uzbekistanem. W 55. minucie tego meczu zmienił Mladena Kašćelana.